# Ondskans ansikte (film)
Ondskans ansikte (original The Good Son) är en amerikansk psykologisk thriller från 1993, i regi av Joseph Ruben efter ett manus av den brittiske författaren Ian McEwan.

## Handling
När Mark Evans (Elijah Wood) mamma dör, skyller Mark på sig själv för att han hade lovat henne att hon inte skulle dö. Marks pappa kör Mark till farbror Wallace och frun Susan och deras två barn Connie och Henry (Macaulay Culkin). Till en början kommer Mark och Henry bra överens, men med tiden förstår Mark att Henry är ond. Mark börjar även tro att Henry vill döda hela familjen, och han är beredd att göra vad som helst för att förhindra detta. Men ingen tror på honom.